# サン・サルバドル島
サン・サルバドル島（サン・サルバドルとう、San Salvador Island）は、西インド諸島、バハマにある島。クリストファー・コロンブスが新大陸発見の後、最初に上陸した島だと言われている。英名でワトリング島（Watling's Island）とも言う。

## 地理
バハマ諸島の東の端、大西洋に面した位置にある。2022年時点で、面積は163km2で、人口は819人。島の中心地はコックバーンタウン。
コロンブスの上陸を記念して海岸に建てられた、白い十字架の記念碑や19世紀に建てられたディクソン・ヒル灯台、ワトリング砦などがある。

## 歴史
1492年10月12日、イタリアの探検家クリストファー・コロンブスは新大陸の最初の発見として、この島に辿り着いた（サマナ島だと言う説もある）。島には先住民のインディオでアラワク族系に属するルカヤン族が暮らし、島は彼らインディオの言葉でグアナハニ島（Guanahani）と呼んでいた。しかし、コロンブスは島上陸後にスペイン語で「聖なる救世主」の意味で「サン・サルバドル、San Salvador」と命名した。
1513年にポンセ・デ・レオンがフロリダへの探険の際に島の先住民を追いやった。スペイン人が持ち込んだ病気の犠牲になったり、キューバやイスパニョーラ島での金の鉱山で働かせるため奴隷にされたりされた。結局イギリスはスペインに対してサン・サルバドル島の領有を要求し、1629年にイギリスの王冠の所有と宣言された。
1680年頃にイギリスの海賊ジョン・ワトリング（John Watling）はサン・サルバドル島を本拠地にして、島名をワトリング島と示し、しばらくはワトリング島と呼ばれていた。
1718年、バハマ諸島はイギリスの直轄植民地となり、1783年にアメリカ独立戦争でイギリス王室に忠誠のあるアメリカの入植者の人達はアメリカの独立後、アメリカから追われ、バハマ諸島に移り住み、サン・サルバトル島にも住んだ
、18世紀から19世紀にアフリカから奴隷を輸入し、島で最初は綿花の栽培、後に柑橘類や家畜、パイナップルそして最終的にザイサルの農場で働かせた。
1834年、イギリス政府は奴隷制度を廃止し、大勢の黒人が残った。
1929年、バハマ政府は島名をワトリング島からサン・サルバドル島に変えた。